# Erich G. Laxmann

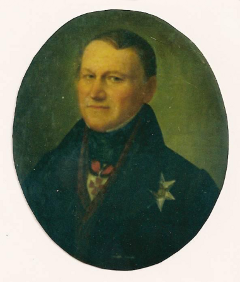
Erik G. Laxmann

Erik oder Erich Gustav oder Gustawowitsch Laxmann (* 27. Julijul. / 7. August 1737greg. in Savonlinna, Schweden; † 5. Januarjul. / 16. Januar 1796greg. an der Poststation Drewjanskaja, Gouvernement Tobolsk) war ein in Russland tätiger Pastor, Professor der Ökonomie, Naturwissenschaftler und Reisender finnlandschwedischer Herkunft. Sein offizielles botanisches Autorenkürzel lautet „Laxm.“ Im Russischen ist er als Э́рик Гу́став Ла́ксман Erik (Erich) Gustaw Laxmann, Э́рик Гу́ставович Ла́ксман Erik (Erich) Gustawowitsch Laxmann oder Кири́лл Гу́ставович Ла́ксман Kirill Gustawowitsch Laxmann bekannt.

## Leben und Wirken
1764 wurde er in Kolywan am Rand des Altaigebirges südwestlich von Barnaul in Sibirien Pastor. Von dort aus unternahm er einige Forschungsreisen nach Irkutsk, zum Baikalsee und nach Kjachta an der chinesischen Grenze. Er sammelte Belegmaterial der Fauna Sibiriens; dies machte ihn bekannt in wissenschaftlichen Kreisen; 1770 wurde er zum Professor für Chemie und Ökonomie bei der Russischen Akademie der Wissenschaften, deren Ehrenmitglied er später wurde, ernannt. Laxmann war in Sankt Petersburg Professor der Ökonomie. 1780 zog er nach Irkutsk um, wo er einen Großteil seines restlichen Lebens verbrachte. 1781 war er Bergrat zu Nertschinsk. 1782 gründete er ein Museum in Irkutsk, das vermutlich das älteste Museum ganz Sibiriens ist.
Wichtige Arbeiten sind 1812 von einem Feuer vernichtet worden.
Laxmann war verheiratet mit Jekaterina Iwanowna; sie hatten fünf Söhne und eine Tochter. Einer der Söhne starb als Kind; die anderen hießen Gustav, Adam, Afernaci und Martin; der Name der Tochter war Marija.

## Widmungen
Laxmann zu Ehren wurde die Pflanzengattung Laxmannia aus der Unterfamilie Lomandroideae der Familie der Spargelgewächse (Asparagaceae) benannt. Auch die Art Typha laxmannii aus der Gattung der Rohrkolben (Typha) trägt seinen Namen.
Die 1775 durch Johann Reinhold Forster und Georg Forster erfolgte Benennung der Gattung Petrobium aus der Familie der Korbblütler (Asteraceae) als Laxmannia oder Laxmannia arborea gilt heute als überholt.

## Werke (Auswahl)
- Sibirische Briefe. 1769.
- Beiträge zur Flora und Fauna Rußlands. In: Novi Comment. Acad. Sci. Imp. Petrop. (Zwischen 1770 und 1796).